# Ploské (Košice-okolie)
Ploské (im 19. Jahrhundert slowakisch auch „Kamenný Potok“; ungarisch Lapispatak) ist eine Gemeinde im Osten der Slowakei mit 1032 Einwohnern (Stand 31. Dezember 2024), die zum Okres Košice-okolie, einem Teil des Košický kraj, gehört.

## Geographie
Die Gemeinde befindet sich im Mittelteil des Talkessels Košická kotlina an der Torysa. Im Ort fließen die Bäche Bukovina und Kráľovský potok zusammen. Das Gemeindegebiet ist flach bis leicht hügelig und weitgehend landwirtschaftlich genutzt, Überreste des Waldes gibt es nur im Osten des Gemeindegebiets. Das Ortszentrum liegt auf einer Höhe von 218 m n.m. und ist 16 Kilometer von Košice sowie 24 Kilometer von Prešov entfernt.
Zur Gemeinde gehört neben dem Hauptort auch die östlich gelegene Siedlung Ortáše, die aber kein Gemeindeteil ist.
Nachbargemeinden sind Nová Polhora und Šarišské Bohdanovce im Norden, Varhaňovce im Nordosten, Vtáčkovce und Kecerovce im Osten, Kráľovce im Süden sowie Budimír und Bretejovce im Westen.

## Geschichte
Ploské wurde zum ersten Mal vor dem Jahr 1299 in einer nicht näher datierten Urkunde von Andreas III. als Lapuspatak schriftlich erwähnt und lag auf einem bedeutenden Weg. Bei der Teilung des nahen Ortes Drienov im Jahr 1304 wird ausdrücklich eine Straße Richtung Lapuspotok erwähnt. Die örtlichen Gutsherren trugen das Prädikat „de Lapuspataky“. 1309 wurde die örtliche Kirche zum ersten Mal erwähnt. Zwischen 1332 und 1335, als der Kirchenzehnter erhoben wurde, wirkte ein Pfarrer namens Nikolaus.
Laut einem Steuerverzeichnis gab es 1427 insgesamt 30 Porta, die genau zur Hälfte zwischen zwei örtlichen Gutsherren namens Tamás und Zsigmond geteilt wurden. Doch im 16. Jahrhundert setzte der Niedergang ein, sodass es 1564 nur noch vier Porta gab. 1598 standen im Ort 25 Häuser. Seit dem 17. Jahrhundert ist Ploské durchgehend ein mehrheitlich slowakischsprachiges Dorf. Im 16. Jahrhundert waren Angehörige der Familie Senegy Gutsherren, weitere waren aus dem Geschlecht Kecer im 17. Jahrhundert, Desewffy im 18. Jahrhundert sowie weitere. 1828 zählte man 96 Häuser und 733 Einwohner, deren Haupteinnahmequellen Landwirtschaft, Viehzucht und Gartenbau waren. Im 20. Jahrhundert war ein Steinbruch in Betrieb. Nach 1907 entstand östlich des bestehenden Ortes die neue Siedlung Ortáše.
Bis 1918/1919 gehörte der im Komitat Sáros liegende Ort zum Königreich Ungarn und kam danach zur Tschechoslowakei beziehungsweise heute Slowakei.

## Bevölkerung
| Jahr                | 1994 | 2004     | 2014    | 2024     |
| ------------------- | ---- | -------- | ------- | -------- |
| Anzahl der Personen | 700  | 811      | 874     | 1032     |
| Unterschied         |      | +15,85 % | +7,76 % | +18,07 % |

| Jahr                | 2023 | 2024    |
| ------------------- | ---- | ------- |
| Anzahl der Personen | 1003 | 1032    |
| Unterschied         |      | +2,89 % |

Gemäß der Volkszählung 2011 wohnten in Ploské 849 Einwohner, davon 748 Slowaken, 46 Roma, drei Tschechen sowie jeweils zwei Magyaren, Mährer und Ukrainer. Zwei Einwohner gaben eine andere Ethnie an und 44 Einwohner machten keine Angabe zur Ethnie.
536 Einwohner bekannten sich zur römisch-katholischen Kirche, 174 Einwohner zur griechisch-katholischen Kirche, 39 Einwohner zur Evangelischen Kirche A. B., 15 Einwohner zur orthodoxen Kirche, fünf Einwohner zur reformierten Kirche, drei Einwohner zu den Baptisten sowie jeweils ein Einwohner zu den Siebenten-Tags-Adventisten, zur apostolischen Kirche, zur evangelisch-methodistischen Kirche und zur tschechoslowakischen hussitischen Kirche. 24 Einwohner waren konfessionslos und bei 49 Einwohnern wurde die Konfession nicht ermittelt.

## Bauwerke
- römisch-katholische Kirche im spätgotischen Stil aus dem 15. Jahrhundert
- Landschloss im frühbarocken Stil aus dem Jahr 1627
- Landschloss im gemischten rokoko-klassizistischen Stil aus dem Jahr 1778